# Horace Robertson
Horace Clement Hugh Robertson (sinh ngày 29 tháng 10 năm 1894 mất ngày 28 tháng 4 năm 1960), là trung tướng quân đội Hoàng gia Úc và ông đã tham gia thế chiến thứ nhất, thế chiến thứ hai và chiến tranh Triều Tiên. Ông là sinh viên tốt nghiệp hạng nhất trường Đại học sĩ quan Hoàng gia Duntroon.
Trong thế chiến thứ nhất, Robertson phục vụ trong trung đoàn kinh kỵ 10 Úc trong chiến dịch Gallipoli, tham gia vào trận Nek, nơi mà trung đoàn này bị xóa sổ. Sau đó, ông tham gia chiến dịch Sinai và Palestine, tại đây ông bắt được 1 tướng Thổ Nhĩ Kỳ và đã được trao tặng Huân chương Distinguished Service.
Trong thế chiến thứ hai, Robertson chỉ huy lữ đoàn bộ binh 19 Úc tại trận Bardia và chấp nhận sự đầu hàng của Hải quân Ý tại Benghazi và sau đó, ông chỉ huy Sư đoàn Thiết giáp 1 Úc ở Tây Úc. Vào giai đoạn cuối thế chiến thứ hai, ông chấp nhận sự đầu hàng của tướng Đế quốc Nhật Bản Adachi Hatazo.
Robertson là một nhân vật quan trọng trong việc thành lập Quân đoàn Thiết giáp Úc. Trụ sở chính quân đoàn tại Darwin được đặt tên doanh trại Robertson để vinh danh ông.

### Sách
- Bean, Charles (1921). Volume I – The Story of ANZAC from the Outbreak of War to the End of the First Phase of the Gallipoli Campaign, ngày 4 tháng 5 năm 1915. Official History of Australia in the War of 1914–1918. Canberra: Australian War Memorial. ISBN 0-7022-1585-6. OCLC 7837386. Bản gốc lưu trữ ngày 5 tháng 8 năm 2011. Truy cập ngày 10 tháng 5 năm 2009.
- Bean, Charles (1924). Volume II – The Story of ANZAC from ngày 4 tháng 5 năm 1915, to the Evacuation of the Gallipoli Peninsula. Official History of Australia in the War of 1914–1918. Canberra: Australian War Memorial. ISBN 0-7022-1586-4. OCLC 7837386. Bản gốc lưu trữ ngày 11 tháng 11 năm 2014. Truy cập ngày 10 tháng 5 năm 2009.
- Grey, Jeffrey (1992). Australian Brass: The Career of Lieutenant General Sir Horace Robertson. Oakleigh, Victoria: Cambridge University Press. ISBN 0-521-40157-7. OCLC 24502133.
- Bản mẫu:Australian Dictionary of Biography
- Gullett, Henry (1923). Volume VII – The Australian Imperial Force in Sinai and Palestine: 1914–1918. Official History of Australia in the War of 1914–1918. Canberra: Australian War Memorial. ISBN 0-7022-1725-5. OCLC 10162745. Bản gốc lưu trữ ngày 7 tháng 10 năm 2012. Truy cập ngày 22 tháng 1 năm 2010.
- Horner, David (1978). Crisis of Command: Australian Generalship and the Japanese Threat, 1941–1943. Canberra: Australian National University Press. ISBN 0-7081-1345-1. OCLC 5103306.
- Long, Gavin (1952). To Benghazi. Australia in the War of 1939–1945. Canberra: Australian War Memorial. OCLC 3134176. Bản gốc (PDF) lưu trữ ngày 25 tháng 5 năm 2009. Truy cập ngày 15 tháng 1 năm 2011.
- Long, Gavin (1963). The Final Campaigns. Australia in the War of 1939–1945. Canberra: Australian War Memorial. OCLC 633626846. Bản gốc (PDF) lưu trữ ngày 25 tháng 5 năm 2009. Truy cập ngày 15 tháng 1 năm 2011.
- McCarthy, Dudley (1959). South-West Pacific Area – First Year. Australia in the War of 1939–1945. Canberra: Australian War Memorial. OCLC 3134247. Bản gốc (PDF) lưu trữ ngày 25 tháng 5 năm 2009. Truy cập ngày 15 tháng 1 năm 2011.
- The Army List of Officers of the Australian Military Forces. Melbourne: Australian Army. 1950. OCLC 220833388. {{Chú thích tạp chí}}: |title= trống hay bị thiếu (trợ giúp)